# 南九州西回自動車道
南九州西回自動車道（日语：／ Minami Kyūshū nishimawari jidōshadō */?）是以熊本縣八代市為起點，途經水俁市、鹿兒島縣出水市、阿久根市、薩摩川內市至鹿兒島縣鹿兒島市，預定總長約140公里的高速公路（基於國土交通大臣指定高規格幹線道路（一般國道的自動車專用道路）（B路線））。
道路利用者在道路指示牌所看到的道路名為南九州自動車道（日语：／ Minami-Kyūshū jidōshadō */?），或者以南九州道（日语：／ Minami-Kyūshūdō */?）簡稱之。以一般國道3號繞道名義建設。
高速公路編號的路線編號編為「E3A」。

## 概要
第四次全國總合開發計畫，國土開發幹線自動車道路線名的南九州自動車道如下：
| 起點   | 主要經過地                         | 終點     |
| ------ | ---------------------------------- | -------- |
| 八代市 | 水俁市、出水市、薩摩川內市、日置市 | 鹿兒島市 |

## 交流道
- 交流道（IC）編號欄的背景色為■顯示該部分道路已經啟用。設施名欄的背景色為■顯示該部分設施尚未啟用。未開通路段的名稱皆為臨時名稱。
- 智能交流道（SIC）以背景色■顯示。
- 巴士站（BS），○/●為使用中，◆為停用中設施。無標示者為沒有巴士站。
- IC為交流道的簡寫，SIC為智能交流道的簡寫，JCT為公路分岔點（日语：ジャンクション (道路)）的簡寫，TB為公路收費站的簡寫，BS為巴士站的簡寫，TN為隧道的簡寫。

- 八代JCT - 日奈久IC : 國道3號 八代日奈久道路《收費》
- 日奈久IC - 蘆北IC : 國道3號 日奈久蘆北道路
- 蘆北IC - 出水IC : 國道3號 蘆北出水道路
- 出水IC - 阿久根IC : 國道3號 出水阿久根道路
- 阿久根IC - 薩摩川內水引IC : 國道3號 阿久根川內道路
- 薩摩川內水引IC - 薩摩川內都IC : 國道3號 川內隈之城道路
- 薩摩川內都IC - 市來IC : 國道3號 川內道路
- 市來IC - 鹿兒島西IC : 國道3號 鹿兒島道路《收費》
- 鹿兒島西IC - 鹿兒島IC : 國道3號 鹿兒島道路

| IC 編號                              | 中文設施名     | 日文設施名 | 英文設施名 | 接續路線名                                                             | 八代起計 （公里） | BS | 備註                    | 所在地   | 所在地       | 所在地       |
| ------------------------------------ | -------------- | ---------- | ---------- | ---------------------------------------------------------------------- | ----------------- | -- | ----------------------- | -------- | ------------ | ------------ |
| E3 九州自動車道（福岡、熊本方向）    |                |            |            |                                                                        |                   |    |                         |          |              |              |
| 18-1                                 | 八代JCT        |            |            | E3 九州自動車道福岡、熊本方向                                          | 0.0               |    | 九州道 只限熊本方向接續 | 熊本縣   | 八代市       | 八代市       |
| 1                                    | 八代南IC       |            |            | 國道3號（現道）                                                        | 6.6               |    |                         | 熊本縣   | 八代市       | 八代市       |
| -                                    | 日奈久TB       |            |            |                                                                        | 10.4              |    |                         | 熊本縣   | 八代市       | 八代市       |
| 2                                    | 日奈久IC       |            |            | 國道3號（現道）                                                        | 12.0              |    |                         | 熊本縣   | 八代市       | 八代市       |
| 3                                    | 田浦IC         |            |            | 國道3號（現道）                                                        | 20.8              |    | 與道之驛田浦相鄰        | 熊本縣   | 葦北郡       | 蘆北町       |
| 4                                    | 蘆北IC         |            |            | 熊本縣道27號蘆北球磨線                                                 | 28.8              |    | 與道之驛蘆北凸頂柑相鄰  | 熊本縣   | 葦北郡       | 蘆北町       |
| 5                                    | 津奈木IC       |            |            | 國道3號（現道）                                                        | 36.5              |    |                         | 熊本縣   | 葦北郡       | 津奈木町     |
| 6                                    | 水俁IC         |            |            | 國道3號（現道） 國道268號                                              | 42.1              |    |                         | 熊本縣   | 水俁市       | 水俁市       |
| -                                    | 袋IC           |            |            | 國道3號（預定）                                                        | 49.5              |    | 興建中                  | 熊本縣   | 水俁市       | 水俁市       |
| -                                    | 出水北IC       |            |            |                                                                        | 53.9              |    | 興建中                  | 鹿兒島縣 | 出水市       | 出水市       |
| 9                                    | 出水IC         |            |            | 國道328號                                                              | 58.4              |    |                         | 鹿兒島縣 | 出水市       | 出水市       |
| 10                                   | 高尾野北IC     |            |            | 鹿兒島縣道374號出水高尾野線                                            | 62.3              |    |                         | 鹿兒島縣 | 出水市       | 出水市       |
| 11                                   | 野田IC         |            |            | 鹿兒島縣道368號荒崎田代線                                              | 65.1              |    |                         | 鹿兒島縣 | 出水市       | 出水市       |
| 12                                   | 阿久根北IC     |            |            | 國道3號（現道） 國道389號 北薩橫斷道路（興建中）                       | 69.1              |    |                         | 鹿兒島縣 | 阿久根市     | 阿久根市     |
| 13                                   | 阿久根IC       |            |            | 鹿兒島縣道46號阿久根東鄉線                                             | 73.3              |    |                         | 鹿兒島縣 | 阿久根市     | 阿久根市     |
| -                                    | 西目IC         |            |            | 國道3號（預定）                                                        | 77.4              |    | 興建中                  | 鹿兒島縣 | 阿久根市     | 阿久根市     |
| -                                    | 大川IC         |            |            | 國道3號（預定）                                                        | 82.7              |    | 興建中                  | 鹿兒島縣 | 阿久根市     | 阿久根市     |
| -                                    | 湯田西方IC     |            |            |                                                                        | 90.5              |    | 興建中                  | 鹿兒島縣 | 薩摩川內市   | 薩摩川內市   |
| 17                                   | 薩摩川內水引IC |            |            | 國道3號（現道）                                                        | 95.7              |    |                         | 鹿兒島縣 | 薩摩川內市   | 薩摩川內市   |
| 18                                   | 薩摩川內高江IC |            |            | 鹿兒島縣道43號川內串木野線                                             | 99.2              |    |                         | 鹿兒島縣 | 薩摩川內市   | 薩摩川內市   |
| 19                                   | 薩摩川內都IC   |            |            | 國道3號隈之城繞道                                                      | 105.9             |    |                         | 鹿兒島縣 | 薩摩川內市   | 薩摩川內市   |
| 20                                   | 串木野IC       |            |            | 鹿兒島縣道39號串木野樋脇線                                             | 112.4             |    |                         | 鹿兒島縣 | 市來串木野市 | 市來串木野市 |
| -                                    | 市來BS         |            |            |                                                                        | 115.9             | ◆  | 休止中                  | 鹿兒島縣 | 市來串木野市 | 市來串木野市 |
| 21                                   | 市來IC         |            |            | 國道3號（現道）                                                        | 119.7             |    |                         | 鹿兒島縣 | 市來串木野市 | 市來串木野市 |
| -                                    | 東市來BS       |            |            |                                                                        | 120.7             | ○  |                         | 鹿兒島縣 | 日置市       | 日置市       |
| 22                                   | 美山IC         |            |            | 日置市道美山神之川線                                                   | 124.7             |    | 只限鹿兒島方向出入口    | 鹿兒島縣 | 日置市       | 日置市       |
| -                                    | 美山PA         |            |            |                                                                        | 124.7             |    |                         | 鹿兒島縣 | 日置市       | 日置市       |
| -                                    | 美山本線TB     |            |            |                                                                        | 124.9             |    |                         | 鹿兒島縣 | 日置市       | 日置市       |
| -                                    | 伊集院BS       |            |            |                                                                        | 129.3             | ○  |                         | 鹿兒島縣 | 日置市       | 日置市       |
| 23                                   | 伊集院IC       |            |            | 鹿兒島縣道206號德重橫井鹿兒島線                                        | 130.8             |    |                         | 鹿兒島縣 | 日置市       | 日置市       |
| 24                                   | 松元IC/TB      |            |            | 鹿兒島縣道210號小山田谷山線                                            | 135.6             |    |                         | 鹿兒島縣 | 鹿兒島市     | 鹿兒島市     |
| -                                    | 松元BS         |            |            |                                                                        | 136.3             | ◆  | 休止中                  | 鹿兒島縣 | 鹿兒島市     | 鹿兒島市     |
| 25                                   | 鹿兒島西IC     |            |            | 鹿兒島縣道24號鹿兒島東市來線                                           | 141.0             |    |                         | 鹿兒島縣 | 鹿兒島市     | 鹿兒島市     |
| 26                                   | 鹿兒島IC       |            |            | E3 九州自動車道 指宿Skyline 國道3號 （鹿兒島東西幹線道路、鹿兒島繞道） | 141.9             |    |                         | 鹿兒島縣 | 鹿兒島市     | 鹿兒島市     |
| 鹿兒島東西幹線道路（鹿兒島市街方向） |                |            |            |                                                                        |                   |    |                         |          |              |              |

## 歷史
- 1988年10月19日：鹿兒島西IC-鹿兒島IC間通車，與九州自動車道連接
- 1998年3月26日：伊集院IC-鹿兒島西IC間通車
- 1998年4月20日：八代JCT-八代南IC通車，為該道路之起點側，與九州自動車道連接
- 2001年10月6日：八代南IC-日奈久IC間通車
- 2002年4月6日：市來IC-伊集院IC間通車
- 2005年2月10日：市來收費站（於市來IC）廢止，並於主線上設置美山TB
- 2005年2月19日：日奈久收費站廢止，並於主線上設置日奈久TB
- 2005年2月27日：日奈久IC-田浦IC間通車
- 2005年3月13日：串木野IC-市來IC間通車
- 2007年3月3日：薩摩川內都IC-串木野IC間通車
- 2008年3月31日：美山IC通車
- 2009年4月29日：田浦IC-芦北IC間通車
- 2013年3月10日：薩摩川內水引IC-薩摩川內高江IC間通車

## 路線狀況

### 車道、速限與收費
| 區間                                     | 車道 上下線=上行線+下行線 | 速限    | 收費/免費 |
| ---------------------------------------- | ------------------------- | ------- | --------- |
| 八代系統交流道 - 日奈久交流道            | 2=1+1 （暫定2車道）       | 70 km/h | 收費      |
| 日奈久交流道 - 津奈木交流道              | 2=1+1 （暫定2車道）       | 70 km/h | 免費      |
| 高尾野北交流道 - 阿久根交流道            | 2=1+1 （暫定2車道）       | 70 km/h | 免費      |
| 薩摩川内水引交流道 - 市來交流道          | 2=1+1 （暫定2車道）       | 70 km/h | 免費      |
| 市來交流道 - 鹿兒島西交流道              | 2=1+1 （暫定2車道）       | 70 km/h | 收費      |
| 鹿兒島西交流道 - 鹿兒島交流道/系統交流道 | 2=1+1 （暫定2車道）       | 60 km/h | 免費      |

### 隧道
熊本縣側
- 妙見隧道（全長722公尺，八代系統交流道 - 八代南交流道）
- 古麓第一隧道（全長592公尺，八代系統交流道 - 八代南交流道）
- 古麓第二隧道（全長140公尺，八代系統交流道 - 八代南交流道）
- 二見隧道（全長1,936公尺，日奈久交流道 - 田浦交流道）
- 赤松隧道（全長2,138公尺，日奈久交流道 - 田浦交流道）
貫通赤松太郎峠。
- 新佐敷隧道（全長2,919公尺，田浦交流道 - 蘆北交流道）
2016年（平成28年）時為南九州西回自動車道最長的隧道，貫通佐敷太郎峠。
- 乙千屋隧道（全長170公尺，田浦交流道 - 蘆北交流道）
- 花岡隧道（全長490公尺，田浦交流道 - 蘆北交流道）
- 湯治隧道（全長1,166公尺，蘆北交流道 - 津奈木交流道）
- 湯浦隧道（全長1,085公尺，蘆北交流道 - 津奈木交流道）
- 新津奈木隧道（全長1,848公尺，蘆北交流道 - 津奈木交流道）

鹿兒島縣側
- 宮里隧道（全長1,241公尺，薩摩川内高江交流道 - 薩摩川内都交流道）
- 都隧道（全長810公尺，薩摩川内都交流道 - 串木野交流道）
- 金山隧道（全長1,380公尺，薩摩川内都交流道 - 串木野交流道）
- 大里隧道（全長1,238公尺，串木野交流道 - 市來交流道）
- 細田口隧道（全長310公尺，松元交流道 - 鹿兒島西交流道）

#### 隧道數
| 區間                          | 上行線 | 下行線 |
| ----------------------------- | ------ | ------ |
| 八代系統交流道 - 日奈久交流道 | 3      | 3      |
| 日奈久交流道 - 蘆北交流道     | 5      | 5      |
| 薩摩川內都交流道 - 市來交流道 | 4      | 4      |
| 市來交流道 - 鹿兒島西交流道   | 1      | 1      |
| 合計                          | 13     | 13     |

### 道路管理者
- 西日本高速公路
  - 西日本高速公路熊本高速公路事務所（八代系統交流道 - 日奈久交流道）
  - 西日本高速公路鹿兒島高速公路事務所（市來交流道 - 鹿兒島西交流道）
- 國土交通省
  - 九州地方整備局八代河川國道事務所
  - 九州地方整備局鹿兒島國道事務所

## 地理

### 通過自治體
- 熊本縣
  - 八代市 - 葦北郡蘆北町 - 葦北郡津奈木町 - 水俁市
- 鹿兒島縣
  - 出水市 - 阿久根市 - 薩摩川內市 - 市來串木野市 - 日置市 - 鹿兒島市

### 連接高速公路
- E3 九州自動車道（於八代系統交流道連接）

## 相關項目
- 國道3號
- 高規格幹線道路
  - 國土交通大臣指定高規格幹線道路（一般國道快速道路）
- 日本高速公路列表
- 九州地方道路列表

## 外部連結
- 独立行政法人 日本高速道路保有、債務返還機構（页面存档备份，存于）
- 國土交通省九州地方整備局八代河川國道事務所（南九州西回自動車道概要） （页面存档备份，存于）
- 國土交通省九州地方整備局鹿兒島國道事務所 （页面存档备份，存于）
- 西日本高速公路（页面存档备份，存于）

Template:南九州西回自動車道